# Curt von Paquet
Curt Carl Michael Bodo Cäsar von Paquet, teilweise auch Kurt von Paquet geschrieben, (* 24. August 1882; † 11. Juni 1939) war ein deutscher Fußballschiedsrichter.

## Sportlicher Werdegang
Der aus Berlin stammende von Paquet war zu Beginn des 20. Jahrhunderts einer der renommiertesten Schiedsrichter Deutschland, insbesondere in den 1910er Jahren leitete er bedeutende Spiele. So stand er in der Endrunde um die Deutsche Meisterschaft 1914 – der letzten vor dem Ausbruch des Ersten Weltkriegs – beim Finalspiel zwischen der SpVgg Fürth und dem Titelverteidiger VfB Leipzig auf dem Platz, bei dem die Franken durch einen 3:2-Sieg nach Verlängerung über den dreifachen Meister ihren ersten nationalen Titel holten.
Daneben war von Paquet auch für Auswahlspiele ein gefragter Schiedsrichter. Beim Kronprinzenpokal 1910/11 pfiff er das Finalspiel zwischen Norddeutschland und der süddeutschen Auswahlmannschaft, bei dem sich im Mai 1911 der Norden auf dem Berliner Viktoria-Platz nach Verlängerung durchsetzte. Beim Kronprinzenpokal 1916/17 war er erneut mit der Endspielleitung betraut, das im April 1917 auf dem Schebera-Platz ausgetragene Spiel des gleichen Gegner ging mit einem 2:1-Erfolg erneut zugunsten der Nordvertreter aus. Im selben Jahr leitete er zudem ein Länderspiel, Gastgeber Österreich unterlag dabei auf dem WAC-Platz Ungarn mit 1:2. Nach Ende des Ersten Weltkriegs leitete er im Kronprinzenpokal-Nachfolger das Endspiel um den Bundespokal 1919 im Berliner Deutschen Stadion, auch bei diesem Duell setzte sich der Norden gegen den Süden – dieses Mal in einem torreichen Spiel mit 5:4 – durch. Daneben leitete er auch internationale Vereinsspiele.